# Крекінг-установка у Кельні
Крекінг-установка у Кельні — колишнє нафтохімічне виробництво, яке працювало у другій половині 20 століття на заході Німеччини в місті Кельн (земля Північний Рейн-Вестфалія).
Станом на середину 1960-х років на виробничому майданчику компанії Esso (частина енергетичного гіганту ExxonMobil) в Кельні працювали дві малі установки парового крекінгу та вироблялось 90 тисяч тонн етилену. В кінці того ж десятиліття тут запустили значно потужнішу піролізну установку, а загальний показник майданчику досяг 450 тисяч тонн.
Як сировину в Кельні використовували газовий бензин (naphtha). Це давало змогу, окрім етилену, виробляти й більш важкі ненасичені вуглеводні, зокрема тут продукувалось 144 тисячі тонн бутилен-бутадієнової фракції, з якої виділяли 23 тисячі тонн бутадієну (сировина для найбільш поширеного виду синтетичних каучуків).
В 1986 році, після запуску компаніями Shell та ExxonMobil спільної крекінг-установки у Mossmorran Fife (Велика Британія), піролізне виробництво у Кельні закрили.